# Batalla del río Asio
La batalla del Río Asio ocurrió en marzo de 82 a. C. entre el ejército optimate comandado por Quinto Cecilio Metelo Pío y Pompeyo y el popular comandado por Gayo Carrinas, en el marco de la primera guerra civil.
Tras un crudo invierno, al comenzar la primavera se entabló la primera batalla del año 82 a. C. junto al río Asio, entre Metelo y Carrinas. Tras una lucha encarnizada, la infantería del primero se impuso ante la del segundo, quién se dio a la fuga. En ese momento, la caballería optimate, comandada por Gneo Pompeyo Magno, atacó a los que huian, causándoles grandes bajas.